# Мали Извор (Бољевац)
Мали Извор је насеље у Србији у општини Бољевац у Зајечарском округу. Према попису из 2022. било је 360 становника (према попису из 1991. било је 690 становника).

## Демографија
У насељу Мали Извор живи 481 пунолетни становник, а просечна старост становништва износи 47,0 година (45,2 код мушкараца и 48,8 код жена). У насељу има 182 домаћинства, а просечан број чланова по домаћинству је 3,10.
Становништво у овом насељу веома је нехомогено, а у последња три пописа, примећен је пад у броју становника.
|  |

| Демографија | Демографија | Демографија |
| Година      | Становника  | Становника  |
| ----------- | ----------- | ----------- |
| 1948.       | 1.150       |             |
| 1953.       | 1.129       |             |
| 1961.       | 1.071       |             |
| 1971.       | 928         |             |
| 1981.       | 830         |             |
| 1991.       | 690         | 677         |
| 2002.       | 565         | 588         |

| Етнички састав према попису из 2002.‍ | Етнички састав према попису из 2002.‍ | Етнички састав према попису из 2002.‍ | Етнички састав према попису из 2002.‍ | Етнички састав према попису из 2002.‍ |
| ------------------------------------ | ------------------------------------ | ------------------------------------ | ------------------------------------ | ------------------------------------ |
|                                      |                                      |                                      |                                      |                                      |
| Срби                                 | Срби                                 |                                      | 355                                  | 62,83%                               |
| Власи                                | Власи                                |                                      | 140                                  | 24,77%                               |
| Румуни                               | Румуни                               |                                      | 4                                    | 0,70%                                |
| Словенци                             | Словенци                             |                                      | 1                                    | 0,17%                                |
| непознато                            | непознато                            |                                      | 2                                    | 0,35%                                |

| Година пописа     | 1948. | 1953. | 1961. | 1971. | 1981. | 1991. | 2002. |
| ----------------- | ----- | ----- | ----- | ----- | ----- | ----- | ----- |
| Број домаћинстава | 282   | 278   | 276   | 258   | 237   | 202   | 182   |

| Број чланова      | 1  | 2  | 3  | 4  | 5  | 6  | 7 | 8 | 9 | 10 и више | Просек |
| ----------------- | -- | -- | -- | -- | -- | -- | - | - | - | --------- | ------ |
| Број домаћинстава | 53 | 39 | 18 | 25 | 18 | 17 | 9 | 2 | 1 | 0         | 3,10   |

| Пол    | Укупно | Неожењен/Неудата | Ожењен/Удата | Удовац/Удовица | Разведен/Разведена | Непознато |
| ------ | ------ | ---------------- | ------------ | -------------- | ------------------ | --------- |
| Мушки  | 250    | 57               | 151          | 25             | 17                 | 0         |
| Женски | 240    | 26               | 150          | 55             | 9                  | 0         |
| УКУПНО | 490    | 83               | 301          | 80             | 26                 | 0         |

| Пол    | Укупно                    | Пољопривреда, лов и шумарство | Рибарство                            | Вађење руде и камена | Прерађивачка индустрија       |
| ------ | ------------------------- | ----------------------------- | ------------------------------------ | -------------------- | ----------------------------- |
| Мушки  | 116                       | 67                            | 0                                    | 12                   | 21                            |
| Женски | 99                        | 79                            | 0                                    | 1                    | 8                             |
| УКУПНО | 215                       | 146                           | 0                                    | 13                   | 29                            |
| Пол    | Производња и снабдевање   | Грађевинарство                | Трговина                             | Хотели и ресторани   | Саобраћај, складиштење и везе |
| Мушки  | 1                         | 0                             | 3                                    | 0                    | 3                             |
| Женски | 0                         | 0                             | 5                                    | 0                    | 1                             |
| УКУПНО | 1                         | 0                             | 8                                    | 0                    | 4                             |
| Пол    | Финансијско посредовање   | Некретнине                    | Државна управа и одбрана             | Образовање           | Здравствени и социјални рад   |
| Мушки  | 0                         | 3                             | 5                                    | 1                    | 0                             |
| Женски | 0                         | 2                             | 0                                    | 2                    | 0                             |
| УКУПНО | 0                         | 5                             | 5                                    | 3                    | 0                             |
| Пол    | Остале услужне активности | Приватна домаћинства          | Екстериторијалне организације и тела | Непознато            | Непознато                     |
| Мушки  | 0                         | 0                             | 0                                    | 0                    | 0                             |
| Женски | 1                         | 0                             | 0                                    | 0                    | 0                             |
| УКУПНО | 1                         | 0                             | 0                                    | 0                    | 0                             |

## Спортски клубови
- ФК Ловац, основан 1956. године